# ブレイク・イット・ダウン・アゲイン
『ブレイク・イット・ダウン・アゲイン』（Elemental）は、ティアーズ・フォー・フィアーズが1993年に発表した4枚目のオリジナル・スタジオ・アルバム。日本語タイトルはファースト・シングルをカタカナ表記。原題は「四大元素（地・水・火・風）の精霊」を意味する。

## 解説
前作『シーズ・オブ・ラヴ』から4年ぶりに発表された、新生ティアーズ・フォー・フィアーズとしての最初のアルバム。カート・スミスの脱退により、『シャウト』に伴うツアー後半からサポート・ギタリストを務めたアラン・グリフィスをパートナーとし、ローランド・オーザバルが中心となって少人数で作り上げられた。唯一、バンドらしい形態を取らずに作成されたアルバムとなっている。
「ブレイク・イット・ダウン・アゲイン」、「コールド」、「グッドナイト・ソング」、「エレメンタル」がシングル・カットされた。それぞれのプロモーション・ビデオに登場するミュージシャンは、本アルバムに伴うツアー・メンバーであり、ローランドとアラン以外は各トラックの実際の録音には参加していない。

## 収録曲
全曲、ローランド・オーザバル＆アラン・グリフィス作詞作曲（「コールド」を除く）。
1. エレメンタル - "Elemental" – 5:30
2. コールド - "Cold" (Roland Orzabal) – 5:04
3. ブレイク・イット・ダウン・アゲイン - "Break It Down Again" – 4:31
4. 悲観論者 - "Mr. Pessimist" – 6:16
5. ベスト・フレンズ・ドッグ - "Dog's a Best Friend's Dog" – 3:38
6. 陸に上がった河童君 - "Fish out of Water" – 5:07
7. ガス・ジャイアント - "Gas Giants" – 2:40
8. パワー - "Power" - 5:50
9. ブライアン・ウイルソンの警告 - "Brian Wilson Said" – 4:22
10. グッドナイト・ソング - "Goodnight Song" – 3:53

## 参加ミュージシャン
- ローランド・オーザバル - ボーカル、インストゥルメンタル
- アラン・グリフィス - インストゥルメンタル
- ティム・パーマー - インストゥルメンタル
- ガイ・プラット - ベース
- ジョン・ベイカー - バッキング・ボーカル
- ジュリアン・オーザバル - バッキング・ボーカル
- マーク・オドノヒュー - ピアノ
- ハワード・ジョーンズ - アコースティック・ピアノ (on #4アウトロ)
- ボブ・ラドウィック - マスタリング